# Denbigh
Denbigh (Dinbych en gallois) est une ville située au nord du pays de Galles, sur les rives de la rivière Clwyd. Elle a donné son nom au Denbighshire. Dinbych a été réputé pour son industrie du gant, et son hôpital psychiatrique, le plus grand employeur local avant sa fermeture dans les années 1990.
On peut y voir les ruines du château fort de Denbigh et les restes des murs de la ville datant de 1282.
La ville a pour enfants deux grands écrivains de langue galloise : Twm o'r Nant et Kate Roberts. Sir Henry Morton Stanley y est né également.